# Magdala (Bijbel)

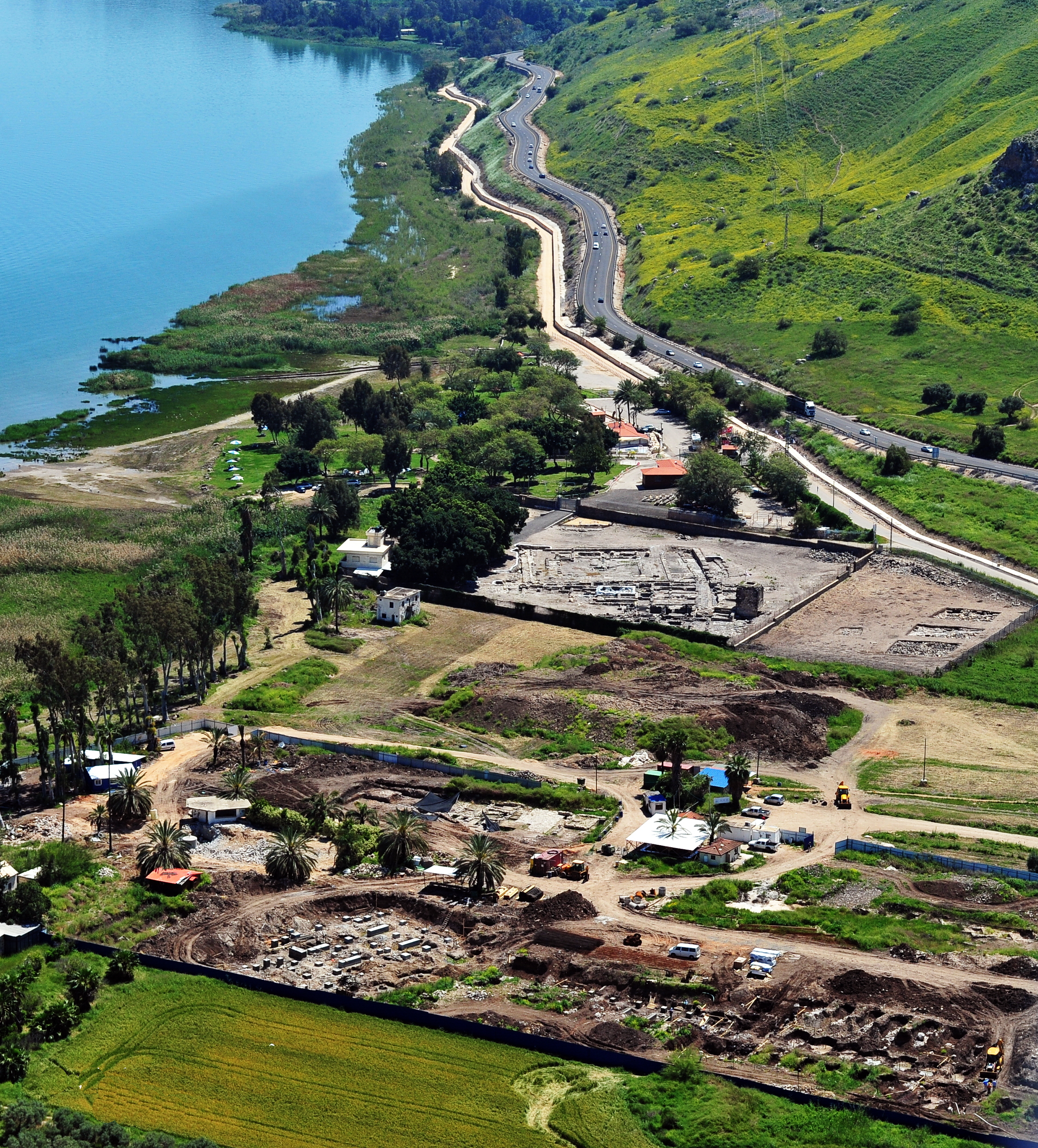
Archeologische opgravingen op de site van Magdala

Magdala (Hebreeuws: מגדל, Migdal, "toren") was een vissersdorp gelegen op de westelijke oever van het Meer van Tiberias en werd tijdens Joodse Oorlog (66 - 70 n.Chr.) met de grond gelijkgemaakt. De bekendste persoon uit dit dorp is Maria Magdalena, die wordt genoemd in het de Nieuwe Testament.
Volgens Laurence Gardner kan de stad worden geïdentificeerd met Magdala Nunaiya dat vistoren betekent, waar vis werd gedroogd. De stad Magadan in Mattheus 15:39 zou dezelfde plaats zijn.
Vandaag zou het een deel zijn van de stad Migdal in het noorden van Israël.